# Fernanda Raverta
María Fernanda Raverta (Buenos Aires, 25 de noviembre de 1976) es una trabajadora social, política y dirigente argentina. Fue Directora Ejecutiva de la Administración Nacional de la Seguridad Social, designada por el presidente Alberto Fernández. Previamente fue ministra de Desarrollo de la Comunidad de la provincia de Buenos Aires.
Hija de los militantes montoneros Mario Montoto y María Inés Raverta (desaparecida), María Fernanda Raverta fue fundadora de H.I.J.O.S. Regional Mar del Plata.
Fue diputada provincial por la quinta sección electoral entre 2011 y 2015 y diputada nacional por la provincia de Buenos Aires entre 2015 y 2019. También tuvo el cargo de secretaria adjunta del Consejo provincial del Partido Justicialista.
En 2019 se postuló como candidata a intendenta de General Pueyrredón a través de la coalición Frente de Todos, en las PASO se consagró ganadora y en las generales fue derrotada por el macrista Guillermo Montenegro.
El 30 de abril de 2020 fue designada por el presidente Alberto Fernández directora de la Administración Nacional de Seguridad Social.
En 2023, se presentó como candidata a Intendente de General Pueyrredón por la alianza municipal Encuentro Marplatense (espacio que lidera junto a Gustavo Pulti) para las elecciones municipales de 2023 de dicho distrito.

## Biografía

### Niñez
Fernanda Raverta nació en Buenos Aires el 25 de noviembre de 1976. Su madre fue María Inés Raverta, integrante del movimiento Montoneros, secuestrada y desaparecida por oficiales del Ejército Argentino en Lima (Perú), en el marco de lo que se denominó Plan Cóndor, a los 24 años de edad, en 1980. En diciembre de 1978 desaparece Ricardo Poce y a partir de ese momento, Adela y Carmen comienzan su exilio del país acompañadas por sus hijos, llegando en mayo de 1979 a París. En el exilio siguen denunciando la situación argentina y Adela amplia la familia incorporando a Fernanda Raverta, Ana y Laura. Durante estos años la militancia incluyó la denuncia de horrores de la dictadura. desde distintos lugares de Europa y Latinoamérica.
Entre los años 1980 y 1982 fue llevada a Cuba, donde vivió su niñez en el exilio. Fernanda Raverta viajó con su hermana Ana desde España hasta Cuba en febrero de 1980, antes de que su madre volviera a Buenos Aires y fuera secuestrada.
A mediados de la década de 1980 su padre inicia una relación con Adela Segarra, y Fernanda vive muchos años con ella, incluso después de que Segarra se separa de su 

### Formación académica
La educación pública es la base de su formación. En el Colegio Nacional 2 de Mar del Plata, comenzó a participar en el Centro de Estudiantes y en la FES (Federación de Estudiantes Secundarios). Ya en la Universidad Nacional de Mar del Plata participó de las luchas estudiantiles para resistir la implementación de la Ley de Educación Superior (Ley N.º 24.521) durante el gobierno de Carlos Menem.
En 1995 fundó H.I.J.O.S. Regional Mar del Plata, desde donde exigía Memoria, Verdad y Justicia junto a las Madres y Abuelas de Plaza de Mayo.
Fernanda Raverta se graduó en la Licenciatura de Trabajo Social en la Universidad Nacional de Mar del Plata. Se desempeñó laboralmente en temáticas relacionadas con lo social y la niñez vulnerada. Formó parte de equipos técnicos, profesionales e interdisciplinarios entre los años 2000 y 2010 en la Secretaría de Niñez, dependiente del Ministerio de Desarrollo Social de la Provincia de Buenos Aires.
A comienzos del año 2010 asume la jefatura de Anses Mar del Plata.

### Inicios laborales
Raverta se desempeñó laboralmente en temáticas relacionadas con lo social y la niñez vulnerada; formó parte de equipos técnicos, profesionales e interdisciplinarios.
Tuvo trayectoria laboral en la Delegación de Menores Departamental Mar del Plata; en la Secretaría de Desarrollo Social del municipio de General Alvarado; Centro de Contención “Chescotta”, Subsecretaria de Minoridad del Ministerio de Desarrollo Humano de la provincia de Bs. As; Instituto Socio-educativo de Mar del Plata, Subsecretaria de Niñez y Adolescencia del Ministerio de Desarrollo Social de la provincia de Bs.As. Delegación Región V, Subsecretaria de Coordinación Operativa, Ministerio de Desarrollo Social de la provincia de Buenos Aires.
En 2010 Raverta fue designada para el cargo de Jefa de UDAI Puerto Mar del Plata, Administración Nacional de la Seguridad Social (ANSES).

### Diputada provincial (2011-2015)
María Fernanda inició su vida política temprana y en los últimos años militó en La Cámpora. Fue secretaria Adjunta del Consejo Provincial del Partido Justicialista (PJ) y actualmente es Congresal Nacional de esa fuerza política.
Fue jefa de la Unidad De Atención Integral (UDAI) de la Anses en el Puerto Mar del Plata, en 2010. Pero antes de llegar a la función pública ocupó dos bancas legislativas, una como diputada bonaerense, entre 2011 y 2015 y durante la cual fue presidenta de las comisiones de Cultura y de Derechos Humanos.
En 2011 Raverta fue elegida diputada provincial por la quinta sección electoral por el Frente para la Victoria.Desde esa banca integró las comisiones de Acción Social y Salud Pública, Turismo, y también focalizó su acción con el trabajo de las pymes y las cooperativas.
En su mandato como diputada provincial, Raverta tuvo un extenso trabajo legislativo, enfocándose en el área de Producción, Trabajo, y Desarrollo Social. Fue autora de la Ley N.º 14650 de  Creación del Régimen de Promoción y Desarrollo de la Economía Social y Solidaria y del proyecto de Empleo Joven Régimen provincial de Promoción del Empleo Joven (Expt. 917/14-15).
Raverta fue vicepresidenta de la Comisión de Cultura (2012-2013) y presidenta de la Comisión de Derechos Humanos, de la Cámara de Diputados de la provincia de Buenos Aires. Como candidata a intendenta del partido de General Pueyrredón, logró una epopeya: perdió por menos de 10.000 votos y fue el margen más estrecho de diferencia entre dos postulantes desde 1983.

### Diputada nacional (2015-2019)
En 2015 Raverta fue elegida diputada nacional por la provincia de Buenos Aires representando al bloque FPV-PJ. Durante su mandato fue una activa opositora al gobierno de Mauricio Macri. Integró las comisiones de Acción Social y Salud Pública, Turismo – en ambas ocupa el cargo de Secretaria- y también Cultura, Deportes, Derechos Humanos y Garantías e Intereses Marítimos. Es parte del Grupo Parlamentario de Amistad con la República Italiana y del Grupo Parlamentario de Amistad con los Estados Unidos Mexicanos.
Raverta se caracteriza por defender el trabajo de las pymes y las cooperativas. Además trabaja proyectos vinculados con el turismo y el Puerto.
En 2017 Fernanda Raverta presentó el proyecto de ley sobre trombofilia que es producto del trabajo del Colectivo por la Ley de Trombofilia, un colectivo que lucha por tener una ley que permita garantizar el diagnóstico precoz y el tratamiento oportuno necesario para lograr un embarazo a término y cuenta con el apoyo de actrices como Florencia Peña, Laura Franco “Panam”, Romina Pereiro.
En 2018 Raverta presentó el proyecto conocido como Ley Nacional de Farmacias que busca recuperar el espíritu del artículo 14 de la norma original, que fue derogado por el decreto de desregulación económica del exministro de Economía Domingo Cavallo en la década del 90, que establecía quiénes podían instalar farmacias.
Raverta también ocupó diversos cargos dentro del Partido Justicialista: fue Secretaria Adjunta del Consejo Provincial y actualmente es Congresal Nacional del Partido Justicialista.

### Ministra de Desarrollo de la Comunidad (2019-2020)
En diciembre de 2019 fue designada ministra de Desarrollo de la Comunidad de provincia de Buenos Aires por el gobernador Axel Kicillof.

### Responsable en Administración Nacional de la Seguridad Social (2020-2023)
El 30 de abril de 2020, fue designada por el presidente Alberto Fernández como titular de la ANSES. Durante su gestión incrementó el valor del Fondo de Garantía de Sustentabilidad en un 117%, con el objetivo de garantizar la eficiencia y la protección del sistema previsional.

### Vida personal
Tiene dos hijas fruto de su relación con Pablo Obeid, una hermana llamada Ana María Montoto Raverta (Ani), que es médica pediatra, y otros 2 hermanos, fruto del último matrimonio de su padre. Su padre es el  empresario de seguridad Mario Montoto dueño de la empresa Codesur y además,  actualmente es Presidente de la Cámara de Comercio Argentino-Israelí 